# Autoroute A3 (Lussemburgo)
L'autostrada A3 è un'autostrada del Lussemburgo. Collega la capitale omonima con il confine francese (all'altezza di Zoufftgen), dove diventa l'autostrada francese A31). La sua lunghezza complessiva è di 13,318 km.
Si tratta del collegamento autostradale principale fra il Lussemburgo e la Francia, ed è uno dei tratti autostradali più battuti d'Europa (assieme con l'A31 di cui è la continuazione) per vari fattori:
- è il percorso principale usato dai numerosissimi pendolari francesi che quotidianamente si recano in Lussemburgo per lavorare;
- è sull'itinerario principale utilizzato dai turisti e camionisti che si recano dal nord al sud dell'Europa e viceversa.

L'area di servizio di Aire de Berchem (fra la Croix de Gasperich e l'uscita Livange) è la più importante d'Europa: ogni mese, vengono erogati oltre 9 milioni di litri di carburante.. Questo grazie al fatto che, in Lussemburgo, i carburanti sono relativamente poco tassati.

## Percorso
|     |                                                         |
| (1) | Hesperange                                              |
|     | Croix de Gasperich A6                                   |
|     | Berchem                                                 |
| (2) | Livange                                                 |
|     | Croix de Bettembourg A13                                |
| (3) | Dudelange                                               |
|     | Prosegue con l'autostrada francese A31 verso Thionville |